# Turbo petholatus
Turbo tapisserie
Espèce
Turbo petholatus, le Turbo tapisserie est une espèce de gastéropodes prosobranches de la famille des Turbinidae, parfois appelés « turbans » en français.

## Répartition
Turbo petholatus se rencontre en zone tropicale dans les océans Indien et Pacifique. Ce mollusque est présent du niveau de la mer jusqu'à 40 m de profondeur.

## Description
Turbo petholatus présente un opercule massif, souvent retrouvé isolé sur les plages (la coquille des individus morts étant appropriée par un pagure).
Sa taille maximale est de 85 mm avec une taille habituelle de 60 mm.

## Turbo petholatuset l'humain
Turbo petholatus est un coquillage consommé mais également collecté pour sa coquille brillante et joliment colorée. Son opercule est bien connu en joaillerie sous le nom anglais de cat's eye (œil de chat).